# Allium therinanthum
Allium therinanthum é uma planta herbácea pertencente ao género Allium, é uma espécie de alho, que se encontra no Monte Hérmon em Israel.